# Flugplatz Alakurtti

i7
i11
i13
Der Flugplatz Alakurtti (RU-LID: ЬЛМА) ist ein Militärflugplatz am Nordrand der Ortschaft Alakurtti in der russischen Oblast Murmansk. Während des Zweiten Weltkriegs wurde er zwischen September 1941 bis September 1944 von der Luftwaffe der Wehrmacht genutzt. So waren hier Teile des Sturzkampfgeschwaders 5, des Jagdgeschwaders 5 und verschiedene Aufklärungseinheiten stationiert.
Nach dem Krieg wurde der Flugplatz von verschiedenen sowjetischen Marine- und Heereseinheiten genutzt. Ab 2009 wurde er nicht mehr militärisch genutzt und lag überwiegend brach. Seit 2015 ist hier wieder die 80. arktische mechanisierten Infanteriebrigade stationiert.